# Zwei dreckige Halunken
Zwei dreckige Halunken (Originaltitel: There Was a Crooked Man...) ist ein US-amerikanischer Western von Joseph L. Mankiewicz aus dem Jahr 1970 mit Kirk Douglas und Henry Fonda in den Hauptrollen. Der Film wurde von der Produktionsfirma Warner Bros. produziert.

## Handlung
Arizona 1883: Bei einem Raubüberfall hat der Bandit Paris Pitman 500.000 Dollar erbeutet. Vorsichtshalber versteckt er das Geld jedoch in einer Schlangengrube. Als er unverrichteter Dinge in einem Bordell durch Sheriff Woodward Lopeman verhaftet wird, ist er der einzige, der das Versteck der Beute kennt, und er denkt gar nicht daran, sein Wissen preiszugeben. So wird er zu 10 Jahren Knast verurteilt, die er im Gefängnis von Arizona im Strafvollzug ableisten soll.
LeGoff, der korrupte Gefängnisaufseher im Strafvollzug, schlägt Pitman einen Deal vor, um sich selbst ein Stück vom Beutekuchen abzuschneiden. Er hat tatsächlich vor, Pitman türmen zu lassen. Pitman willigt in den Vorschlag ein, doch bevor es so weit kommt und Paris Pitman türmen kann, wird LeGoff von dem chinesischen Sträfling Ah-Ping ermordet.
Als der ehemalige Sheriff Lopeman neuer Direktor im Gefängnis wird, wittert Pitman trotz der alten Feindschaft seine Chance. Er bemüht sich um gute Führung und hilft Lopeman kontinuierlich dabei, die Bedingungen im Gefängnis zu verbessern. Eines Tages macht der Gouverneur höchstselbst dem Strafvollzug seine Aufwartung, um sich über die neuen modernen Maßnahmen vor Ort zu erkundigen. Da sieht Pitman seine Chance zur Flucht gekommen. Im Chaos eines verwegenen Ausbruchsversuchs, bei dem einige Mithäftlinge getötet werden, kann Pitman fliehen und begibt sich geradewegs zum Geldversteck mitten in der Wüste von Arizona. Lopeman ist dem Halunken dabei allerdings dicht auf den Fersen.
Beim Geldversteck angekommen erschießt Pitman erst einmal, um gefahrlos an das Geld zu kommen, scheinbar sämtliche Schlangen in der Grube. Als er im Vorgefühl des sicheren Triumphes in den Sack nach dem Geld greift, wird er von der letzten Klapperschlange gebissen, die sich dort heimisch gemacht hat. Pitman weiß, dass er das Geld nicht mehr ausgeben wird. Lopeman findet noch den toten Banditen. Doch der ehemalige Sheriff behält das Geld, statt es zurückzubringen, und reitet mit der Beute lieber in den Sonnenuntergang Richtung Mexiko.

## Synchronisation
| Darsteller         | Rolle                    | Synchronsprecher       |
| ------------------ | ------------------------ | ---------------------- |
| Kirk Douglas       | Paris Pitman, Jr.        | Hans-Jörg Felmy        |
| Henry Fonda        | Woodward W. Lopeman      | Ernst Wilhelm Borchert |
| Hume Cronyn        | Dudley Whinner           | Hugo Schrader          |
| Warren Oates       | Floyd Moon               | Michael Chevalier      |
| Burgess Meredith   | The Missouri Kid         | n.n.                   |
| John Randolph      | Cyrus McNutt             | Martin Hirthe          |
| Lee Grant          | Mrs. Bullard             | Renate Küster          |
| Arthur O’Connell   | Mr. Lomax                | Konrad Wagner          |
| Ann Doran          | Mrs. Lomax               | n.n.                   |
| Martin Gabel       | Gefängnisaufseher LeGoff | Klaus Miedel           |
| Michael Blodgett   | Coy Cavendish            | Thomas Danneberg       |
| C. K. Yang         | Ah-Ping                  | n.n.                   |
| Alan Hale junior   | Tobaccy                  | Franz Nicklisch        |
| Victor French      | Whiskey                  | Wolfgang Lukschy       |
| Bert Freed         | Skinner                  | n.n.                   |
| Jeanne Cooper      | Prostituierte            | Eva Katharina Schultz  |
| Barbara Rhoades    | Miss Brundidge, Lehrerin | Uta Hallant            |
| Gene Evans         | Colonel Wolff            | Edgar Ott              |
| Pamela Hensley     | Edwina                   | Rita Engelmann         |
| J. Edward McKinley | Der Gouverneur           | n.n.                   |
| Larry D. Mann      | Barry                    | Otto Czarski           |
| Claudia McNeil     | Die Puffmutter           | Tilly Lauenstein       |
| Byron Foulger      | Richter Nate             | Eduard Wandrey         |

## Kritiken
„Ein charakterlich mieser, aber intelligenter Geldräuber sucht im Gefängnis nach einer Möglichkeit zum Ausbruch. Nach abenteuerlicher Flucht und zahlreichen Auseinandersetzungen mit Rivalen tatsächlich am Versteck seines Geldes angekommen, scheitert er an einer nicht vorhersehbaren Kleinigkeit. Parodistisch aufgelockerter Star-Western, mit Witz, aber nicht frei von Längen inszeniert.“

„Der Film stellt seine beiden Helden, die zwei Seiten derselben Medaille verkörpern, in eine Menagerie von unglaublich farbig erfundenen und brillant gespielten Figuren und befördert seine Moral so sorgsam wie der Sheriff einen Papageienkäfig, der in den Kugelhagel einer Schießerei geraten war: ‚Mensch – passen Sie doch auf! Der Papagei ist nicht ganz gesund!‘“

„Praller Halbwestern mit viel Witz und Schwung, ironischen Pointen und überraschenden Einfällen, freilich auch mit allzuviel Blut und etlichen Längen. Trotzdem insgesamt eine muntere und das Mittelmaß übertreffende Unterhaltung.“

„Hier wird augenzwinkernd über etwas berichtet, was Western-Freunden schon sehr oft berichtet worden ist. Dieser Film behauptet nicht, die ganze Wahrheit und nichts als die Wahrheit zu erzählen. Eine erfundene, kleine Geschichte wird souverän und gelassen erzählt und kommt nicht zuletzt dadurch der Wahrheit viel näher als so manche prätentiöse, sich bitter ernst nehmende Western-Produktion.“

Michael Kerbel beschreibt in der von ihm verfassten Henry Fonda-Biographie 'Zwei dreckige Halunken' als wohl nihilistischstes Werk von Regisseur Mankiewicz. Die von Zynismen durchsetzte Komödie lege in der Person Henry Fondas liegende Ansichten frei, zeige die Korrumpierbarkeit eines ursprünglich ehrlichen Kerls. Damit spiegele der Film ganz nebenbei das Amerika am Ende der 1960er Jahre, zeige auf, daß Liberalismus und Rechtschaffenheit keine Beständigkeit mehr haben.

## Produktionsnotizen
Das Szenenbild schuf Edward Carrere. Die musikalische Leitung hatte Sonny Burke. Tonmeister war Al Overton Jr. Die Ausstattung stammt von F. Keogh Gleason. Perc Westmore sowie Annabell Levy zeichneten für Maske und Frisuren verantwortlich. Die Kostüme lieferte Anna Hill Johnstone. Produktionsleiter war Peter V. Herald. Drehorte des Films lagen in Joshua Tree, Kalifornien in den USA.